# Artinskiano
| Periodo                                                                                    | Epoca               | Piano          | Età (Ma)      |
| ------------------------------------------------------------------------------------------ | ------------------- | -------------- | ------------- |
| Triassico                                                                                  | Triassico inferiore | Induano        | Più recente   |
| Permiano                                                                                   | Lopingiano          | Changhsingiano | 254,14 ± 0,07 |
| Permiano                                                                                   | Lopingiano          | Wuchiapingiano | 259,51 ± 0,21 |
| Permiano                                                                                   | Guadalupiano        | Capitaniano    | 264,28 ± 0,16 |
| Permiano                                                                                   | Guadalupiano        | Wordiano       | 266,9 ± 0,4   |
| Permiano                                                                                   | Guadalupiano        | Roadiano       | 274,4 ± 0,4   |
| Permiano                                                                                   | Cisuraliano         | Kunguriano     | 283,3 ± 0,4   |
| Permiano                                                                                   | Cisuraliano         | Artinskiano    | 290,1 ± 0,26  |
| Permiano                                                                                   | Cisuraliano         | Sakmariano     | 293,52 ± 0,17 |
| Permiano                                                                                   | Cisuraliano         | Asseliano      | 298,9 ± 0,15  |
| Carbonifero                                                                                | Pennsylvaniano      | Gzheliano      | Più antico    |
| Suddivisione del Permiano secondo la Commissione internazionale di stratigrafia dell'IUGS. |                     |                |               |

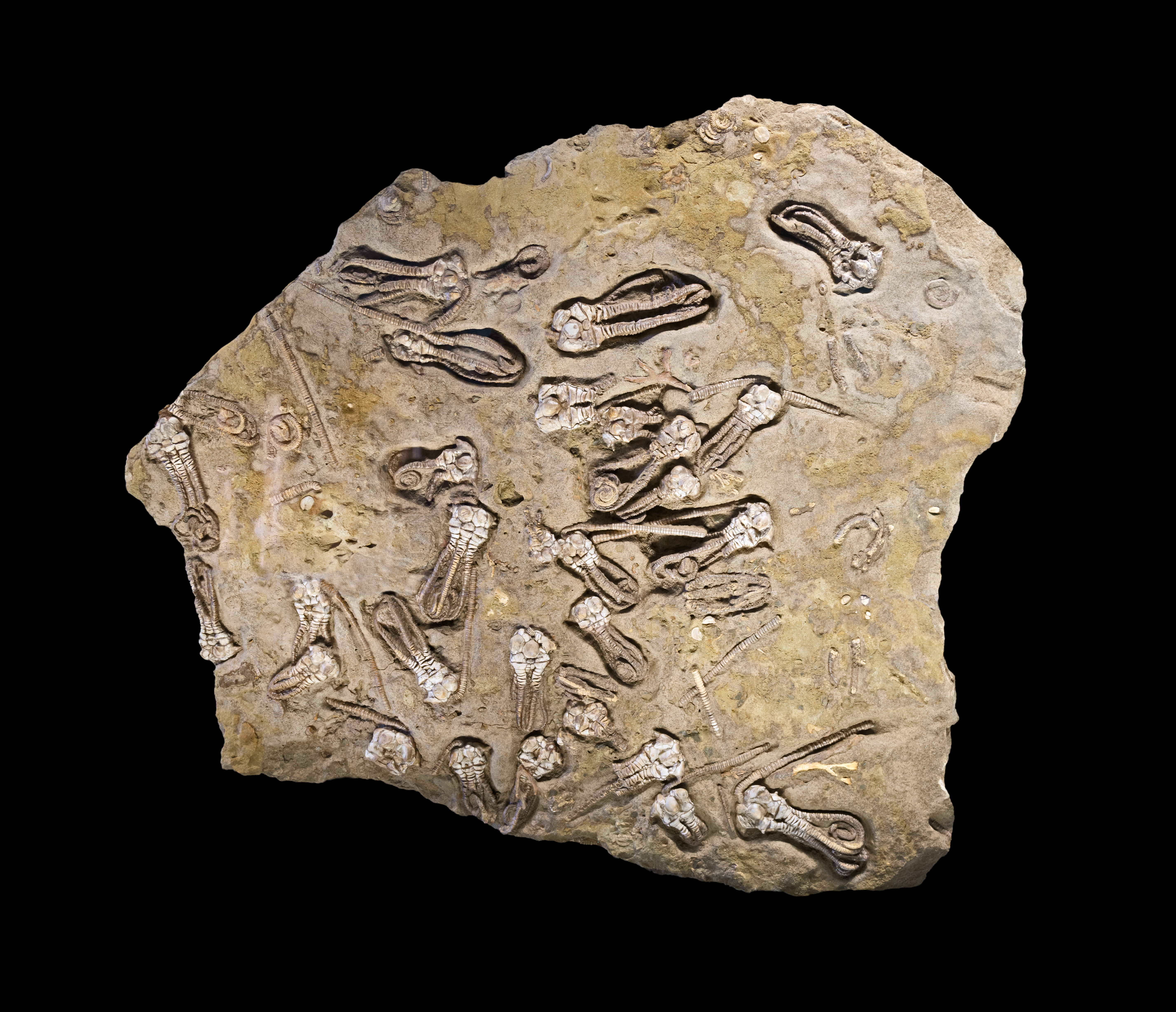
Jimbacrinus bostocki Artinskiano dell'Australia.

Nella scala dei tempi geologici l'Artinskiano è il terzo dei quattro piani in cui è suddiviso il Cisuraliano, la prima delle tre epoche che costituiscono il periodo Permiano.
L'Artinskiano va da 284,4 ± 0,7 a 275,6 ± 0,7 milioni di anni fa (Ma). È preceduto dal Sakmariano e seguito dal Kunguriano.

## Etimologia
Il piano Artinskiano fu introdotto nella letteratura scientifica dallo studioso russo Aleksandr Petrovič Karpinskij nel 1874.
Il nome deriva da quello della piccola città russa di Arti (che precedentemente veniva chiamata Artinsk), situata nella parte meridionale dei monti Urali, a circa 200 km a SO di Ekaterinburg.

## Definizioni stratigrafiche e GSSP
La base del piano Artinskiano è fissata alla prima comparsa nei reperti fossili dei conodonti Sweetognathus whitei e Mesogondolella bissell.
Il limite superiore, nonché base del successivo Kunguriano, è rappresentato dalla prima comparsa dei fossili dei conodonti Neostreptognathodus pnevi e Neostreptognathodus exculptus.

### GSSP
Al 2009 la Commissione Internazionale di Stratigrafia, non ha ancora assegnato il GSSP, lo strato ufficiale di riferimento.